# ソナーデコイ

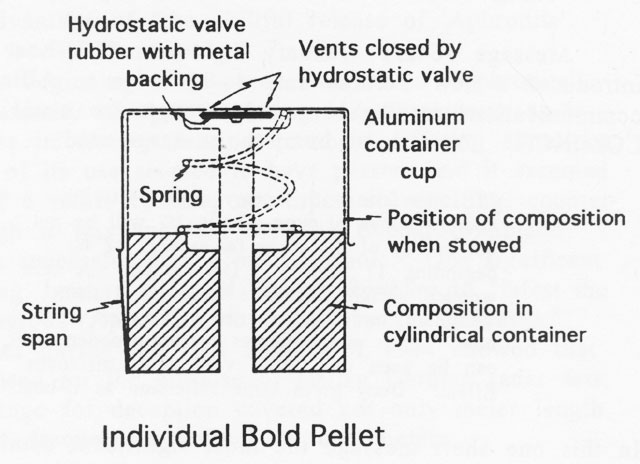
ボールドデコイの構造図

ソナーデコイ（英:Sonar_decoy）とは、ソナーに対して囮（おとり）にするための装置で、多くは潜水艦から放たれ、偽の標的として機能する。

## 潜水艦のデコイ

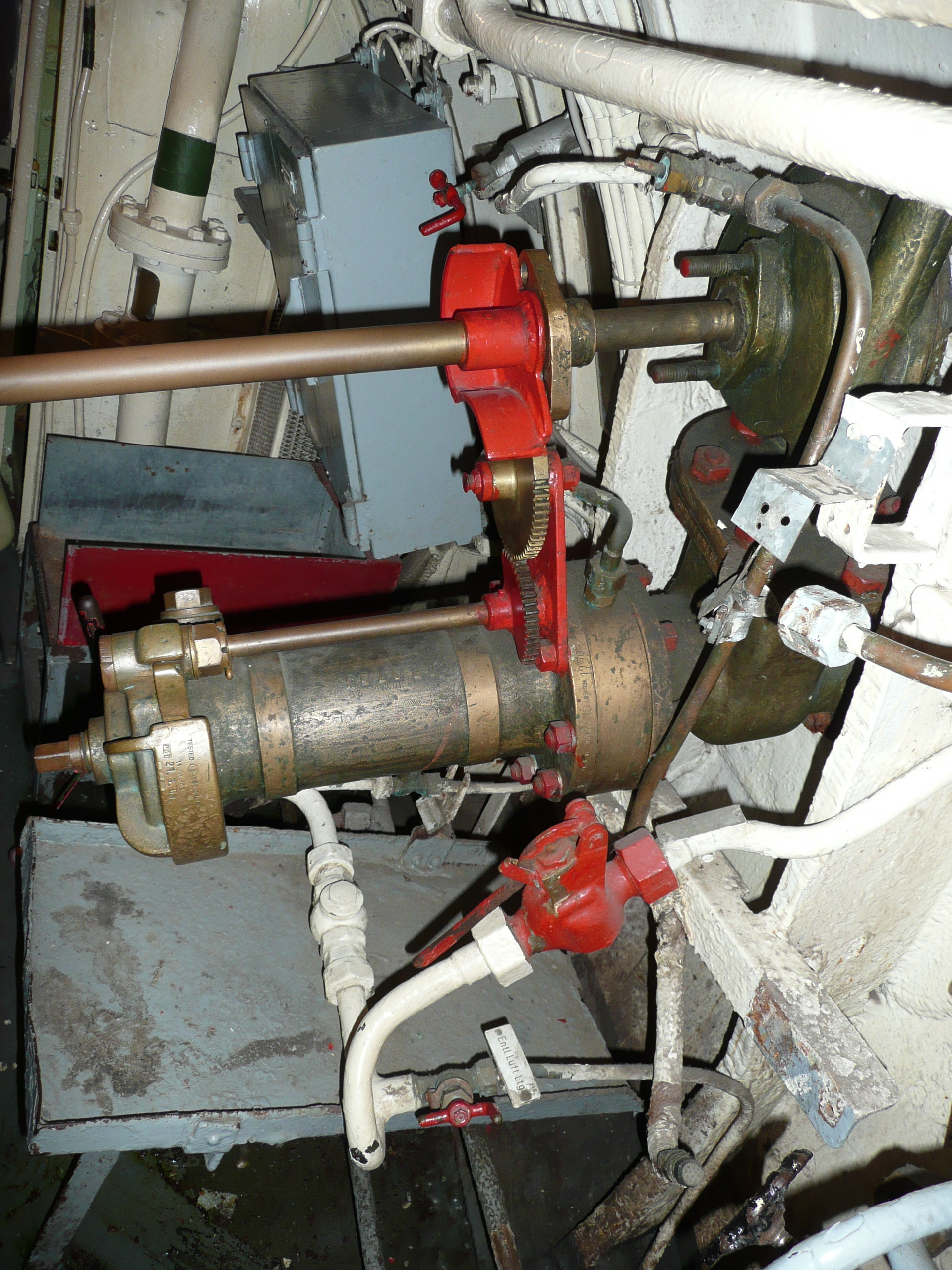
ボールドデコイ発射管（UボートXXI型の船尾区画）

潜水艦のデコイは、第二次世界大戦のUボートに搭載されたドイツの「ボールド」が最初である。これは、金属製の円筒容器に水素化カルシウムの錠剤を入れたもので、海水と接触すると水素化カルシウムが分解して水素ガスの気泡が発生し、これがバブルカーテンとして機能し、ASDICインパルスを反射して偽標的を作り出す。容器は水素を閉じ込めて浮遊し、浮力を維持するための粗いスプリングバルブで一定の深さに保つことができた。
ジークリンデのような後発のデコイはモーター駆動で、敵の潜水艦から離れた場所に偽の標的を展開することができ、Uボートの安全性を高めた。

## 魚雷デコイ
また、開発中の音響魚雷を避ける囮にするために、水上艦がデコイを使用した。これらは通常、水上艦の後ろに曳航されていた。

## デコイの種類

### 発泡デコイ
Reflective bubble targets
- ボールド[1]
- ジークリンデ

### 打音・爆発デコイ
これらは、受音器をノイズで覆い尽くすことを意図している。
- ジークムント（Siegmund）

### 音響信号デコイ
- AN/SLQ-25 Nixie
- 小型潜水艦シミュレーター

### 曳航式デコイ
- フォクサー、音響魚雷を水上艦から遠ざけるためのイギリスの曳航式デコイ。また、アメリカではFXRとして、カナダではCATとして使用されている。
- T-Mk 6 ファンフェア、アメリカでフォクサーとして開発された魚雷回避用デコイ。